# ريكا واتانابي
ريكا واتانابي (باليابانية: 渡辺梨加؛ بالكانا: わたなべ りか) هي عارضة يابانية، ولدت في 16 مايو 1995 في إيباراكي في اليابان.